# Abe Kōmei
Abe Kōmei (jap. 安部 幸明; * 1. September 1911 in Hiroshima; † 28. Dezember 2006 in Tokio) war ein japanischer Komponist, Musikpädagoge, Dirigent und Violoncellist.

## Leben

### Familie und Zeit bis 1945
Abe Kōmeis Vater war Offizier in der kaiserlichen Armee. Er wurde oft versetzt und die Familie begleitete ihn bei den Umzügen von Stadt zu Stadt. 1917 kam Kōmei in die Grundschule in Nakano, Tokio. Während seiner Grundschulzeit lernte er die Violine kennen und lieben. 1924 kam er in die Mittelschule. Er wollte Musiker werden, aber sein Vater war zunächst dagegen. Später überzeugte Kōmei ihn doch. Für die Ausbildung zu einem professionellen Violinisten war er aber schon zu alt. Daher entschloss er sich Violoncello zu erlernen.
Nach einem Jahr intensivem Cellounterricht ging er 1929 ans Musikkonservatorium Tokio.  Er studierte Violoncello bei Heinrich Werkmeister (* 31. März 1883; † 16. August 1936). Bei Klaus Pringsheim Senior erhielt Abe zusammen mit Hirai Kōzaburō ab 1931 Unterricht in Harmonielehre. Er gründete mit Kommilitonen ein Streichquartett, mit dem er alle Streichquartette Beethovens spielte. Ebenso spielte er im von Pringsheim geleiteten Orchester, in dem Lehrer und Schüler gemeinsam spielten und mit dem er die Werke Mahlers, Bruckners und Wagners aufführte und kennenlernte. 1933 graduierte Abe. Er studierte von da an bei Pringsheim sowohl am Konservatorium als auch in Privatunterricht Harmonielehre und Kontrapunkt. Neben der Musik der Spätromantiker Gustav Mahler und Richard Strauss, studierte er die neoklassizistische Musik Paul Hindemiths und Kurt Weills. Abe hatte auch mit Tanaka Shōhei Bekanntschaft gemacht und beschäftigte sich mit der reinen Stimmung und  Shōheis Enharmonicum. Abe führte das Enharmonicum in ein Ensemble ein, in welchem er selbst Cello spielte. Er bevorzugte die reine Stimmung gegenüber der temperierten Stimmung der modernen Klaviere und entwickelte daher eine Vorliebe für Streichinstrumente, da diese die reine Stimmung generieren konnten.
1935 wurde sein erstes Streichquartett aufgeführt und er trat dem japanischen Verband zeitgenössischer Komponisten bei. Von 1937 an besuchte er vier Jahre lang Dirigierkurse bei Joseph Rosenstock, der mit ihm Beethovens Sinfonien im Detail erarbeitete. 1936 komponierte er Thema mit Variationen für Orchester und leitete die Premiere selbst. 1937 wurde seine kleine Suite für Orchester in Shanghai unter der Leitung Pringsheims uraufgeführt. Auch sein zweites Streichquartett wurde 1937 uraufgeführt. 1938 heiratete er Matsuo Midori und das Cellokonzert d-moll wurde beim Felix-Weingartner-Wettbewerb mit dem ersten Preis prämiert. Dies rückte ihn zum ersten Mal richtig ins Rampenlicht. Die Uraufführung des Konzertes musste aber  vier Jahre bis zum 31. März 1942  warten 1943 wurde sein 4. Streichquartett uraufgeführt. 1944 wurde er bis zum Ende des Krieges zur Marine einberufen.

### Zeit nach 1945
Nach dem Krieg kam er zum Rundfunk und dirigierte das TBO Tokyo Broadcasting Orchestra unter anderem bei Theateraufführungen. Er arbeitete auch am Ernie Pyle Theatre in Tokio, einem Theater, das der Unterhaltung der amerikanischen Streitkräfte diente. Hier dirigierte er das Orchester und arrangierte und komponierte Musik für Modernes Tanztheater, darunter Jungle Drum in der Choreographie von Itō Michio. Während der Zusammenarbeit mit Ito stieg sein Interesse an Tanz und rhythmischer Musik dazu. Als Neoklassiszist liebte er klare Allegro-Musik. Diese Vorliebe verstärkte sich. Auch Carl Orffs Musik beeinflusste Abe. Abe fühlte sich durch den primitivistischen und repetitiven Stil angesprochen. Er entdeckte die Carmina Burana für sich und erwarb nach dem Krieg eine Partitur in Tokio. Diese Musik brachte Abe in die Welt des Ostinato. 1947 schrieb er Pastorale für Klavier und Orchester und sein 5. Streichquartett. Beide Werke wurden uraufgeführt. 1948 wurde er zum Musikdirektor des kaiserlichen Orchesters ernannt. Dieses Amt hatte er sechs Jahre inne. Das Orchester war ein eher kleineres Ensemble und  führte für ausländische Gäste des Kaisers bei seinen Festen Walzer und Serenaden auf. Die Mitglieder des Orchesters kamen im Gegensatz zu Abe aus der japanischen Musiktradition, und so nutze Abe diese Zeit, um das Gagaku von ihnen genauer kennen zu lernen. Die Beschäftigung mit der traditionellen japanischen Musik erweiterte seinen kompositorischen Stil. Sein neoklassizistischer Stil wurde klarer, einfacher und lebendiger. Er benutzte rhythmische Ostinati und Muster. Die traditionelle japanische Musik verarbeitete er auch in einer moderaten Weise.
Abe Kōmei war 1948 Gründungsmitglied der Gruppe Chijinkai. Sie war zwischen 1950 und 1955 aktiv. Die Mitglieder der Gruppe waren Komponisten, mussten in Japan geboren worden und auch dort aufgewachsen sein. Ziele waren die Würdigung der traditionellen japanischen Kultur, der westlichen musikalischen Traditionen und der Musik der Zukunft. Man wollte die Charakteristiken der japanischen Melodie mit den europäischen Kompositionstechniken und der französischen Harmonik und Struktur verbinden. Man dachte die französische Ästhetik wäre enger mit der japanischen verwandt als die akademische Strenge der deutschen Musik. Weitere Mitglieder der Gruppe waren Hirao Kishio, der schon früh verstarb, Takata Saburō (* 18. Dezember 1913; † 22. Oktober 2000) und Kijima Kiyohiko (* 19. Februar 1917; † 14. Juli 1998). Chijinkai veranstaltete bis 1955 sechs Konzerte, die auch im Rundfunk übertragen wurden. In einem der Konzert wurde Abes erste Flötensonate aufgeführt.
1950 komponierte er das siebte Streichquartett, das im gleichen Jahr uraufgeführt wurde. 1953 wurde Abe Kōmei Professor am Elizabeth Music College in Hiroshima. Im Frühjahr 1954 wechselte er an die Städtische Kurzhochschule für Musik. 1957 wurde die 1. Sinfonie uraufgeführt und mit dem Manichi Press Music Award. Die Premiere der 2. Sinfonie fand 1960 statt. Für sie bekam Abe den Förderpreis eines Kunstfestivals. In diesem Jahr bearbeitete er auch das 1951 komponierte Divertimento für Altsaxophon und Klavier und schuf eine Orchesterfassung. Bei der Uraufführung spielte Sakaguchi Arata, einer der Pioniere des Saxophonspiels in Japan.  Im Dezember 1964  vollendete Abe die Sinfonietta. Die Uraufführung fand am 14. Januar 1965 statt. Es spielte das Philharmonieorchester Japan unter Leitung von Akeo Watanabe im Rahmen des 92. Abonenementkonzerts des Orchesters. 1967 führte Arvid Janssons das Werk mit den Leningrader Philharmonikern auf. Dies war ein großer Erfolg für Abe, da seine Werke bis dahin nur in Japan aufgeführt worden waren.
1969 wurde die Städtische Kurzhochschule für Musik zur Städtische Kunsthochschule Kyōto umbenannt und eine Fakultät für Musik eingerichtet. Abe Kōmei wurde bis 1974 ihr Vorsitzender. Ab 1977 arbeitete er noch fünf Jahre am Hiroshima Bunka Two-year College. In dieser Phase war er sehr mit der Lehre beschäftigt und komponierte kaum. Erst ungefähr zu Beginn der 1980er Jahre fand er wieder mehr Zeit zum Komponieren.
Unter seinen Kompositionsschülern war Koyama Kiyoshige.

## Werke (Auswahl)

### Orchesterwerke
- Thema mit Variationen 1935 Uraufführung: 8. Februar 1936 in Tokio[2]
- Suite für Orchester. 1935. Uraufführung in Shanghai unter Klaus Pringsheim senior
- Kleine Suite für Orchester [Lichtpause] op. 2. 1936 Uraufführung: 27. Februar 1937 in Tokio OCLC 605916378
- Cellokonzert d-moll 1937. I Andante maestoso – Allegro II Intermezzo III. Andante-Allegro OCLC 42249418 Uraufführung 31. März 1942[2]
- Klavierkonzert 1945. Uraufführung in Tokio am 27. März 1947[2] Pastorale für Klavier und Orchester 1945[12]

- Divertimento für Altsaxophon und Orchester 1953. Bearbeitung der Klavierfassung von 1951[2]
- Sinfonie Nr. 1. I Allegro con brio II Adagietto III Vivace assai. Er vollendete sie 1957. Im selben Jahr fand auch die Uraufführung mit dem Tokio Symphony Orchestra TSO unter Leitung von Hideo Saito (* 23. Mai 1902; † 18. September 1974) statt.[4] OCLC 915447872 OCLC 5382296
- Sinfonie Nr. 2. Uraufführung in Tokio am 10. Oktober 1960[2]
- Serenade. Uraufführung in Tokio am 7. Oktober 1963[2] I Miniature overture II March III Lullaby IV Scherzo V  Nocturn:Solioquy  VI Finale[13]
- Sinfonietta. I Allegro con brio II Moderato III Scherzo IV Allegro assai. OCLC 247595223
- Piccola sinfonia for strings. [Kleine Streichersinfonie] Streichquintett für zwei Violinen, Viola, Violoncello und Kontrabass. 1984OCLC 472512813 [14][15]

### Ballettmusik
- Jungle Drum. Choreographie: Michio Ito

### Kammermusik
- Von 1934 bis 1994 komponierte er sechzehn Streichquartette.[2] Nr. 1 1934. Nr. 2 1937. Nr. 3 1939. Nr. 4 1941. Nr. 5 1946. Nr. 6 1948. Nr. 7 1950 OCLC 906414790 I Allegro non troppo con sentimento ed espressione II Scherzo presto III Quasi recitativo IV Finale presto. Nr. 8 1952. Nr. 9 1955 OCLC 77281860. Nr. 10 1978 OCLC 729392872 I Allegro con brio II Adagietto III Presto bruscamente, 1981[3]. Nr. 11 1982 OCLC 9865364. Nr. 12 1987 OCLC 699872618 Nr. 13 1989. Nr. 14 1990 I Allegro vivace II Andante con grazia – Presto – Andante III Allegro OCLC 472760886. Nr. 15 1992 OCLC 246528110. Nr. 16 1994[2]
- Sonate für Flöte und Klavier Nr. 1. 1942[2] I Allegro moderato (Sonatenhauptsazuform)  II Andantino quasi Allegretto (Thema mit vier Variationen)  III Presto (Sonatenhauptsazuform). Publiziert 1981 in Tokio bei Ongaku OCLC 313187005
- Klarinettenquintett 1942[2]
- Sonate für Flöte und Klavier Nr. 2. 1949[2]
- Divertimento für Altsaxophon und Klavier in Es.Dur 1951. I Andante sostenuto – Allegro II Adagietto III Allegro OCLC 793286611
- Divertimento für neun Instrumente. 1954[2]
- Sextet für Flöte, Klarinette, Violine, Viola, Violoncello und Klavier 1964[2]
- Variationen über ein Thema von Grieg für Blechbläserensemble. 1972[10]

### Vokalmusik
- A collection of songs [Liedersammlung]. Komponiert von Komei Abe. Japanische Texte mit englischer Übersetzung. Publiziert in Tokio bei Ongaku No Tomo Sha Corp. 1985. 63 Seiten OCLC 367586077
- Kaze No Yukue für Sopran und Klavier. 1993[16]
- Kareno Komachi für Mezzosopran und Klavier. 1994[16]
- Beautiful Actors and Actresses [Schöne Schauspieler und Schauspielerinnen] für Mezzosopran oder Bariton und Klavier, Dauer 5 Minuten, uraufgeführt in Tokio 2001[17]
- White Magnolia [Weiße Magnolie] für Mezzosopran oder Bariton und Klavier, Dauer 4 Minuten, uraufgeführt in Tokio 2002[17]

Er schrieb auch Chormusik.

### Klaviermusik
- Drei Sonatinen für Kinder 1972 OCLC 51547270 Nr. 1 F-Dur 3 Sätze: 2. Satz Thema mit Variationen. Nr. 2 G-Dur 3 Sätze. Nr. 3 c-moll[18]
- Dreamland [Traumland] 22 kurze und leichte Klavierstücke für Kinder 1986[2]
- Pictures for Children OCLC 156983134

## Rezeption
Komei Abes Musik wurde 2009 für den Soundtrack des Filmes Lawrence Jones y la mesa del Rey Salomón verwendet. Im Einzelnen waren dies das Divertimento für Altsaxophon und Orchester sowie die Sinfonietta. Zurückgegriffen wurde auf die Einspielungen des Russischen Philharmonischen Orchesters unter Dimitrij Jablonski mit Alexej Wolkow als Solist.

## Preise und Auszeichnungen
Komei Abe erhielt folgende Preise und Auszeichnungen:
- Erster Preis beim Weingartner-Award für das Cellokonzert d-moll 1937
- Manichi Press Music Award.für die Symphony No. 1 1957
- Ministry of Education Arts Festival Award 1957
- Ministry of Education Encouragement Award 1960

## Einspielungen
- Divertimento für Altsaxophon und Klavier. In: Komei Abe: Collected Works of Chamber Music. Charm of tone and melody. Kazuo Tomioka, Altsaxophon; Eiko Tomioka, Klavier. Aufgenommen am 27. Dezember 2003 in der Tōkyō Bunka Kaikan[22] LEKINE, 2004
- Divertimento, Version für Altsaxophon und Orchester.Alexej Wolkow, Altsaxophon. Russisches Philharmonisches Orchester. Ltg. Dimitri Jablonski. Naxos  8.557987. 2007
- Dreamland. Easy Piano pieces for children. (Weltpremiere als Einspielung) Mayumi Sayada, Klavier. Mittenwald 03-5957-1512. 2014
- Sinfonie Nr. 1. Russisches Philharmonisches Orchester. Ltg. Dimitri Jablonski. Naxos  8.557987. 2007
- Sinfonie Nr. 2. Tokyo Symphony Orchestra. Ltg.: Hitoshi Ueda Aufnahme vom Konzert am 10. November 1960 Denon: COCQ – 85276
- Sinfonietta.  Russisches Philharmonisches Orchester. Ltg. Dimitri Jablonski. Naxos  8.557987. 2007
- Streichquartett Nr. 7. Nyū Ātsu Gengaku Shijūsōdan/New Arts String Quartet: Kenji Kobayashi, Violine I. Masanobu Hirao, Violine II. Sumiko Edo, Viola. Masaharu Kanda, Violoncello. Live-Mitschnitt vom 18. September 1999 OCLC 783856304
- Streichquartett Nr. 8. und Nr. 14. In: Komei Abe: Collected Works of Chamber Music. Charm of tone and melody. Quartetto Canoro: Chiyoko Uehara, Violine I. Mariko Igusa, Violine II. Tomoko Yanagisawa, Viola. Sanae Mima. Violoncello. Aufgenommen am 27. Dezember 2003 in der Tōkyō Bunka Kaikan[22] LEKINE, 2004